# Gruppo di NGC 1084
Il Gruppo di NGC 1084 comprende almeno quattordici galassie situate nelle costellazioni della Balena e dell'Eridano. La distanza media tra il centro di massa di questo gruppo e la nostra Via Lattea è di circa 58 milioni di anni luce (17,78 milioni di parsec).

## Membri
Le galassie componenti il gruppo, indicate nell'articolo di Garcia del 1993 e inserite nel New General Catalogue sono: NGC 988, NGC 991, NGC 1022, NGC 1035, NGC 1042, NGC 1047, NGC 1051 (=NGC 961), NGC 1052, NGC 1084, NGC 1110 e NGC 1140. Queste galassie, tranne NGC 1047 e NGC 1140, sono incluse anche nella lista pubblicata sul sito  Un Atlas de L'Univers di Richard Powell. Powell designa il raggruppamento come Gruppo di NGC 1052.
| Nome                | Costellazione | Classificazione | Tipo                        | RA (J2000.0)  | DEC (J2000.0) | Velocità radiale (km/s) | Magnitudine apparente | Distanza (Mpc) | Dimensioni (kal) |
| ------------------- | ------------- | --------------- | --------------------------- | ------------- | ------------- | ----------------------- | --------------------- | -------------- | ---------------- |
| NGC 988             | Balena        | SB(s)cd?        | Spirale barrata             | 02h 35m 27.7s | -09° 21′ 22″  | 1510 ± 5                | 11,0                  | 19,0 ± 1,4     | 73               |
| NGC 991             | Balena        | SAB(rs)c        | Spirale intermedia          | 02h 35m 32.7s | -07° 09′ 16″  | 1532 ± 1                | 11,7                  | 21,0 ± 1,4     | 60               |
| NGC 1022            | Balena        | (R')SB(s)a      | Spirale barrata             | 02h 38m 32.7s | -06° 40′ 39″  | 1453 ± 6                | 11,3                  | 18,2 ± 1,3     | 51               |
| NGC 1035            | Balena        | SA(s)c?         | Spirale                     | 02h 39m 29.1s | -08° 07′ 59″  | 1288 ± 4                | 12,2                  | 15,8 ± 1,1     | 37               |
| NGC 1042            | Balena        | SAB(rs)cd       | Spirale intermedia          | 02h 40m 24.0s | -08° 26′ 01″  | 1371 ± 2                | 11,0                  | 17,0 ± 1,2     | 39               |
| NGC 1047            | Balena        | S0^+?           | Lenticolare                 | 02h 40m 32.8s | -08° 08′ 52″  | 1421 ± 4                | 13,5                  | 17,8 ± 1,3     | 5,9              |
| NGC 1051 (=NGC 961) | Balena        | SB(rs)m pec     | Spirale barrata magellanica | 02h 41m 02.5s | -06° 56′ 09″  | 1295 ± 5                | 12,8                  | 15,9 ± 1,1     | 40               |
| NGC 1052            | Balena        | E4              | Ellittica                   | 02h 41m 04.8s | -08° 15′ 21″  | 1488 ± 5                | 10,5                  | 18,8 ± 1,3     | 60               |
| NGC 1084            | Eridano       | SA(s)c          | Spirale                     | 02h 45m 59.9s | -07° 34′ 42″  | 1411 ± 1                | 10,7                  | 17,7 ± 1,3     | 61               |
| NGC 1110            | Eridano       | SB(s)m?         | Spirale barrata magellanica | 02h 49m 09.6s | -07° 50′ 15″  | 1323 ± 1                | 13,9                  | 16,5 ± 1,2     | 56               |
| NGC 1140            | Eridano       | IBm pec?        | Irregolare magellanica      | 02h 54m 33.6s | -10° 01′ 40″  | 1501 ± 1                | 12,5                  | 19,2 ± 1,4     | 30               |
| MGC -1-7-31         | Balena        | SB(s)m?         | Spirale barrata magellanica | 02h 40m 30.2s | -06° 06′ 23″  | 1325 ± 6                | 14,8670               | 16,3 ± 1,2     | 23               |
| MGC -1-8-1          | Balena        | IB(s)m          | Irregolare magellanica      | 02h 43m 42.8s | -06° 39′ 05″  | 1410 ± 3                | 14,3630               | 17,6 ± 1,3     | 30               |
| PGC 9774            | Balena        | IB(s)m          | Irregolare magellanica      | 02h 33m 57.0s | -06° 21′ 36″  | 1410 ± 2                | 15,2620               | 17,4 ± 1,2     | 31               |

Il sito DeepskyLog permette di trovare agevolmente le costellazioni in cui si trovano le galassie; in alternativa si possono utilizzare le coordinate delle galassie per individuarle. Se non altrimenti indicato, le coordinate sono quelle fornite dal sito NASA/IPAC (National Aeronautics and Space Administration / Infrared Processing and Analysis Center).